# Lasha Shergelashvili
Lasha Shergelashvili (Tiflis, 17 de enero de 1992) es un futbolista georgiano que juega en la demarcación de lateral izquierdo para el FC Torpedo Kutaisi de la Erovnuli Liga.

## Selección nacional
Hizo su debut con la selección de fútbol de Georgia en un partido amistoso contra Uzbekistán que finalizó con un resultado de empate a dos tras los goles de Teimuraz Shonia y Saba Lobjanidze para Georgia, y un doblete de Eldor Shomurodov para Uzbekistán.

## Clubes
| Club                 | País    | Año       | Partidos | Goles |
| -------------------- | ------- | --------- | -------- | ----- |
| FC Torpedo Kutaisi   | Georgia | 2011-2013 | 12       | 3     |
| FC Dinamo Tbilisi II | Georgia | 2013-2014 | 14       | 3     |
| FC Dinamo Tbilisi    | Georgia | 2014-2015 | 33       | 2     |
| FC Samtredia         | Georgia | 2015-2017 | 49       | 9     |
| FK RFS               | Letonia | 2017-2019 | 26       | 5     |
| PAS Giannina FC      | Grecia  | 2019-2020 | 12       | 0     |
| FC Dinamo Batumi     | Georgia | 2020      | 5        | 0     |
| FC Telavi            | Georgia | 2021      | 37       | 5     |
| FC Torpedo Kutaisi   | Georgia | 2022-     | 29       | 2     |